# Вудлон (станция)
Вудлон — железнодорожная станция, открытая 1 августа 1858 года и обеспечивающая транспортной связью одноимённую деревню в графстве Голуэй, Республика Ирландия.